# Oslí uši

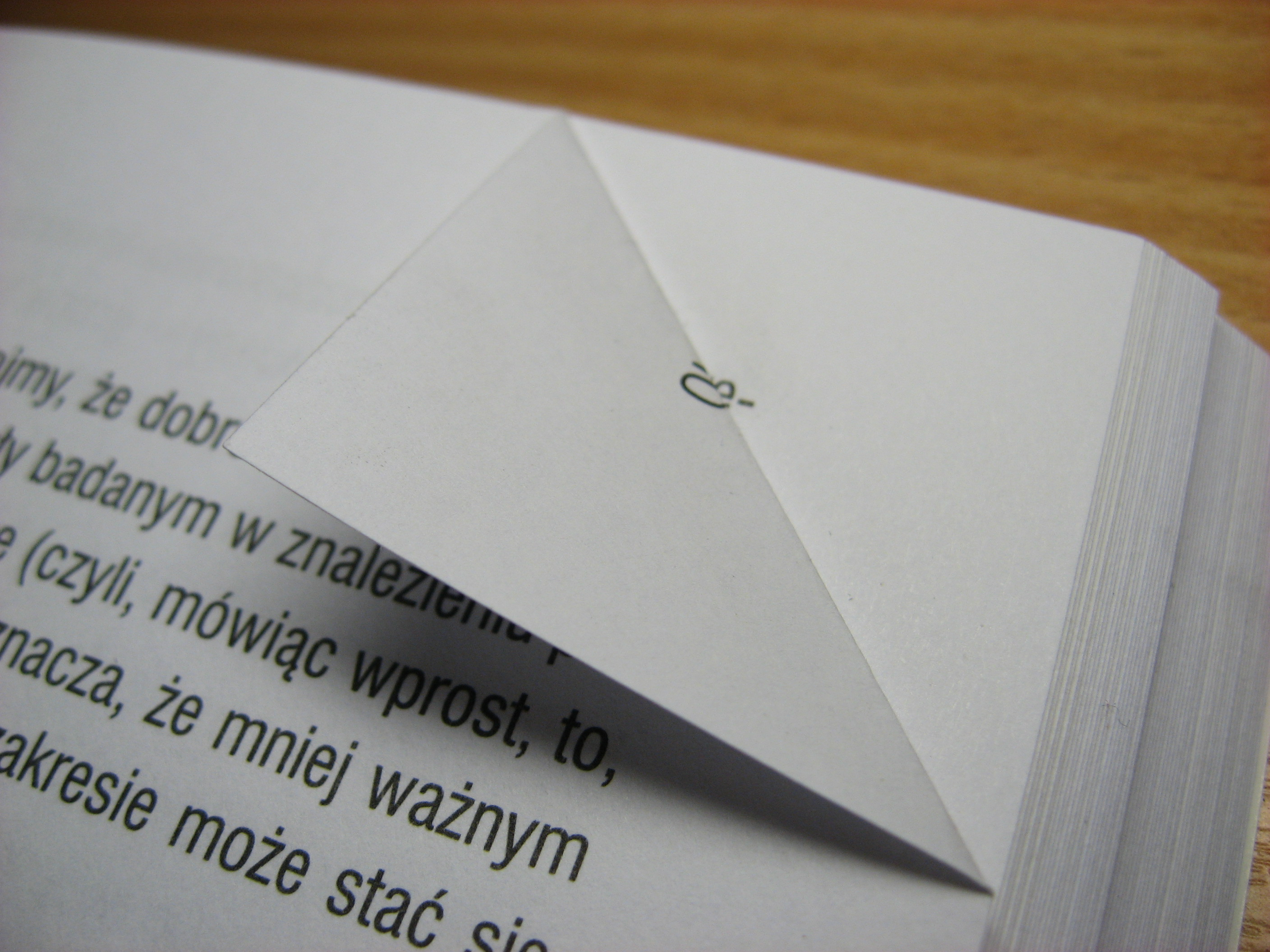
Oslí uši v knize

Oslí uši je termín, kterým se nazývá ohnutý roh strany v knize, časopisu či sešitě. Název odkazuje na podobu s uchem, přirovnání k oslu má hanlivý význam.
Vzniká buď úmyslně jako záložka ke snadnějšímu nalezení příslušné strany, nebo neúmyslně při nesprávné přepravě dokumentu v kapse, tašce či při neopatrném psaní.

## Jiné jazyky
- V němčině se ohnuté rohy řeknou stejně jako v češtině oslí uši (Eselsohr).
- V polštině se ohnuté rohy řeknou stejně jako v češtině oslí uši (ośle uszy).
- V maďarštině se ohnuté rohy řeknou jako v češtině oslí ucho (szamárfül).
- V angličtině se označují jako psí uši (dog-ears).
- Ve francouzštině se jmenují rohy (Corne).
- Ve španělštině jsou ohyby či přehyby (doblez).